# Radek Pilař

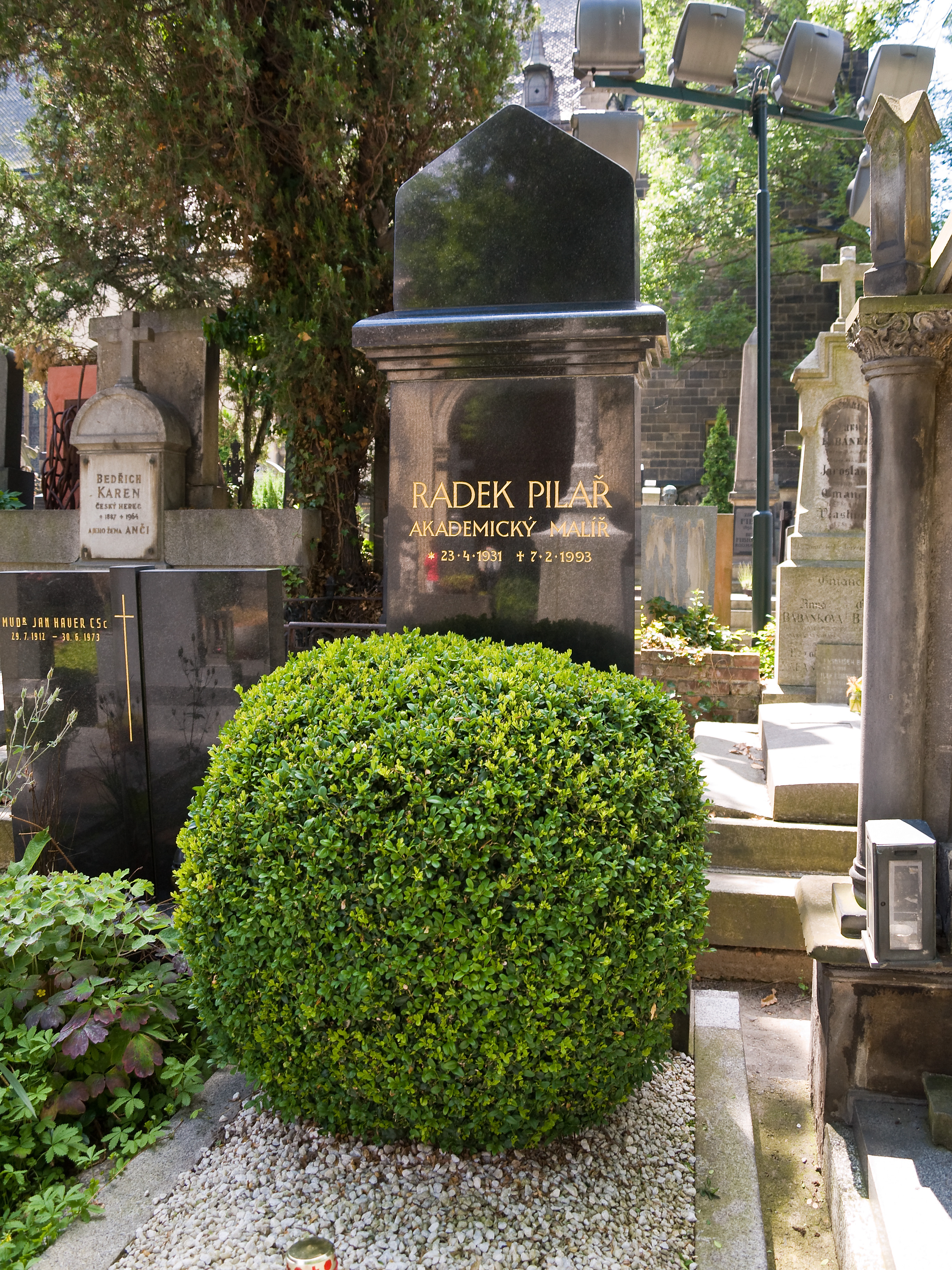
Umělcův hrob na Vyšehradském hřbitově

Radek Pilař (23. dubna 1931 Písek – 7. února 1993 Praha) byl český malíř, grafik a ilustrátor, který se věnoval také filmové tvorbě a režii. Vystudoval Akademii výtvarných umění v Praze u profesora Vlastimila Rady.

## Dílo
Později okrajově spolupracoval s hudebním divadlem Semafor, se Státním nakladatelstvím dětské knihy, Československou televizí i Krátkým filmem. Založil obor animované tvorby na FAMU v Praze. Je čestným občanem Jičína.
„Chtěl jsem žít ve 20. století i navzdory všem potížím a nepřátelství, které mi ty touhy a sny je uskutečnit přinášely. Chtěl jsem se stát článkem lidského řetězu, ve kterém se držím symbolicky za ruce s těmi, které mám rád a jsou blízko i daleko, i s těmi, kteří odešli, které jsem nepoznal nebo kteří teprve přijdou. Jenom to mi pomáhá a dává sílu v mém věku stát na vlastních nohou na zemi, která je mi příslibem a jistotou.“
Jde o tvůrce portrétu Večerníčku a postaviček Rumcajse, Manky a Cipíska, byl rovněž všestranně nadaným umělcem. Po vystudování Akademie výtvarných umění u prof. Vlastimila Rady se věnoval převážně malbě, kde inklinoval zejména k prvkům moderny. V některých ohledech doslova předstihl dobu. Už v šedesátých letech začal s filmovými experimenty, do toho ilustroval pro děti, věnoval se tvorbě pro tehdejší Československou televizi. V neposlední řadě se zejména v devadesátých letech zabýval videoartem, jehož je v Česku zakladatelem.
Jeho dílo je v současnosti[kdy?] možné zhlédnout v písecké Sladovně, kde je kromě jeho ilustrátorské činnosti představena i volná tvorba a rovněž v Jičíně, kde je nově otevřená interaktivní expozice věnovaná výhradně příběhům o loupežníku Rumcajsovi.

## Ocenění
Za svoji mnoholetou činnost získal mnoho domácích i zahraničních cen a vyznamenání.
- Cena za nejlepší inscenace pro děti – Brno
- Cena za animované filmy – Mexiko
- Ocenění Rytíř řádu úsměvu – Polsko
- Ocenění ilustrátor roku
- Medaile IBA – Lipsko
- Čestná listina Andersenovy ceny